# Hängende Särge

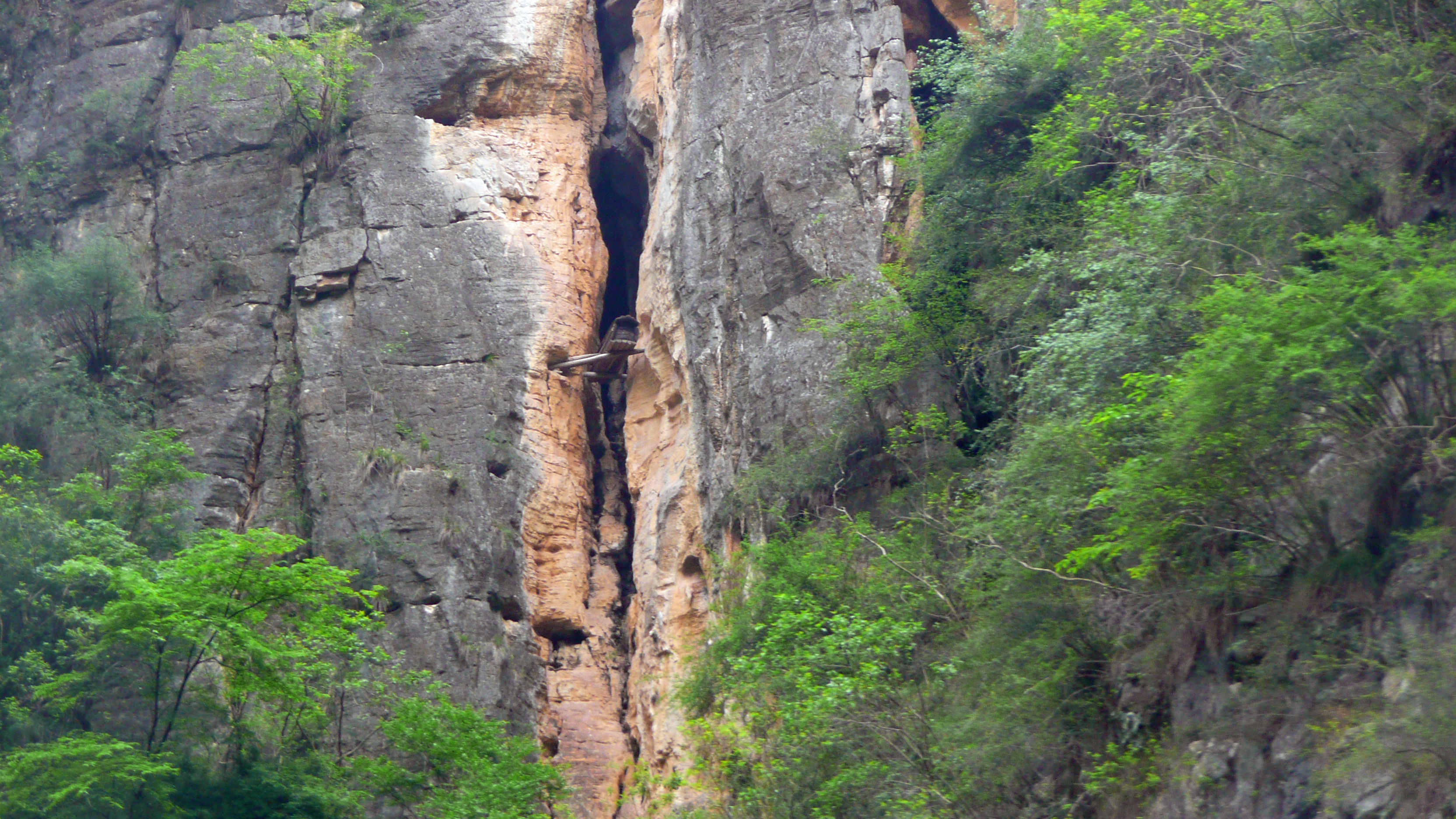
Hängender Sarg am Shennong Xi in der Provinz Hubei

Hängende Särge werden bei einer Begräbnisart verwendet, bei der die Särge in Felswänden platziert werden. Sie sind an verschiedenen Orten anzutreffen, z. B. in China (überwiegend im Süden) und auf den Philippinen.
Hängende Särge wurden von verschiedenen ethnischen Gruppen verwendet, am bekanntesten sind die der Bo (僰) in Südwestchina. Sie werden aus einem einzigen Stamm gefertigt. Einige liegen auf Balken, die aus der Bergwand herausragen, andere werden in Höhlen oder Felsspalten gelegt oder liegen auf Felsvorsprüngen.

## China
Bereits vor mehr als 1700 Jahren schrieb Shen Ying 沈莹 aus dem Reiche Wu während der Zeit der Drei Reiche (220–280) darüber in seinem Werk Linhai shuitu zhi. In China waren sie den Aufzeichnungen zufolge bzw. sind sie in den Provinzen (etc.) Sichuan, Chongqing, Yunnan, Guizhou, Guangxi, Taiwan, Fujian, Hunan, Hubei und Jiangxi anzutreffen.
In Jiangxi (Guixi 贵溪, Xianyan 仙岩), Fujian (im Wuyi Shan 武夷山), Chongqing (Kreis Zhong 忠县, Womahan 卧马函, Kreis Fengjie 奉节县, Bo Xia 夔峡, Fengji Xia 风箱峡), Sichuan (Kreis Gong 珙县, Matangba pangxie xi shanya 麻塘坝螃蟹溪山崖) wurden hängende Särge aus der Zeit der Streitenden Reiche bis Qin- bzw. Han-Dynastie entdeckt.
Die Grabstätten der hängenden Särge der Bo (Bórén xuánguānzàng (mù) 僰人悬棺葬(墓)) im Kreis Gong (珙县) der bezirksfreien Stadt Yibin im Südosten der südwestchinesischen Provinz Sichuan stehen seit 2006 auf der Liste der Denkmäler der Volksrepublik China (3-249). Die Xianshui-Yan-Felsgrabstätte (Xiānshuǐ Yán yámùqún 仙水岩崖墓群; engl. Hanging coffins on the cliffside of the Fairy-Water Rocks) im Longhu Shan in Guixi in der Provinz Jiangxi steht seit 2001 auf der Liste (5-167).

## Philippinen

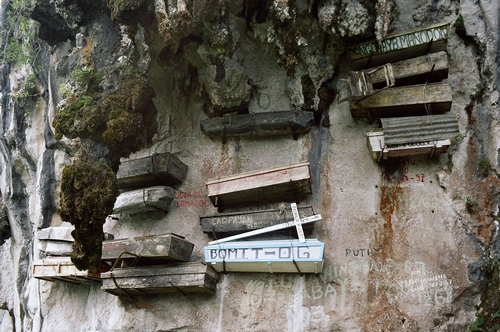
Die Hängenden Särge von Sagada

Hängende Särge sind in Sagada auf der Insel Luzon anzutreffen.

## Indonesien
Auch bei den Sa'dan Toraja auf (Zentral-)Sulawesi sind sie anzutreffen.

### China
- Mysterious Hanging Coffins of the Bo
- Hanging Coffins in Gongxian
- Hanging coffins
- Suspended Coffins
- The mystery of hanging coffins

### Philippinen
- Hanging Coffins of Sagada
- Picture of hanging coffins in Sagada

### Indonesien
- Hanging coffins in Indonesia